# 科温大桥
科温大桥是塞尔维亚的一座公路桥，跨越多瑙河，连接了科温和斯梅代雷沃。